# Dsjokhar Dudajev
Dsjokhar Musajevitj Dudajev (tjetjensk: Дудин Муса кант Жовхар; russisk: Джохар Мусаевич Дудаев, tr. Dsjokhar Musajevitj Dudajev; født 15. februar 1944, død 21. april 1996) var en sovjetisk general i luftvåbenet, tjetjensk leder og den første præsident i den tjetjenske republik Itjkerija, en løsrivelsesrepublik i kølvandet på Sovjetunionens opløsning i starten af 1990'erne. I slutningen af Den Første Tjetjenske Krig (11. december 1994 – 31. august 1996), 21. april, blev Dudajev dræbt af to russiske laserguidede missiler, han blev efterfulgt af sin vicepræsident Selimkhan Jandarbijev og senere efter et folkevalg, af sin stabschef Aslan Maskhadov.